# 마츠모토 이요
마츠모토 이요(일본어: 松本伊代, 1965년 6월 21일 ~ )는 일본의 여성 가수이자 배우이다. 본명은 코소노 이요(小園伊代)이다.
1981년 10월 21일, 〈센티멘탈 쟈니〉(センチメンタル・ジャーニー)으로 연예계에 데뷔한다. 이 때 같이 데뷔한 동기로 호리 치에미, 미타 히로코, 나카모리 아키나, 코이즈미 쿄코, 이시카와 히데미, 하야미 유, 시부가키타이 등으로 이들을 일컬어 “꽃의 82년조”(花の82年組)라고 부른다.